# 山本晃 (花飾学者)
山本 晃（やまもと あきら）1933-は、日本の花飾学者であり、フラワーデザイナー。園芸家。
昭和８年東京・神田生まれ。
日本のフラワーデザインの歴史を創った、永島四郎の門下生にあたり、第一園芸デザイン室長・チーフデザイナーなどを歴任。三井財閥の三井農園と学校法人伊東学園が創立したテクノ・ホルティ園芸専門学校の講師も務めた。シンガーソングライターの山本達彦は甥にあたる。

## 主な著書
- 「フラワーデコレーション｣著者：山本晃; 出版社：新樹社; 発売日：1967年;  80p 図版16枚
- 「ニューフラワーデコレーション｣ 著者：山本晃; 出版社: 新樹社;  発売日：1974年; 161, 7p 図版32枚
- 「花飾学 FLORAL DECOROLOGY 基礎編」著者：山本晃; 出版：進学進路センター; 発売日：1993年4月; 大型カバー本